# Vilares (Trancoso)
Vilares is een plaats (freguesia) in de Portugese gemeente Trancoso en telt 258 inwoners (2001).